# Прапор Амстердама

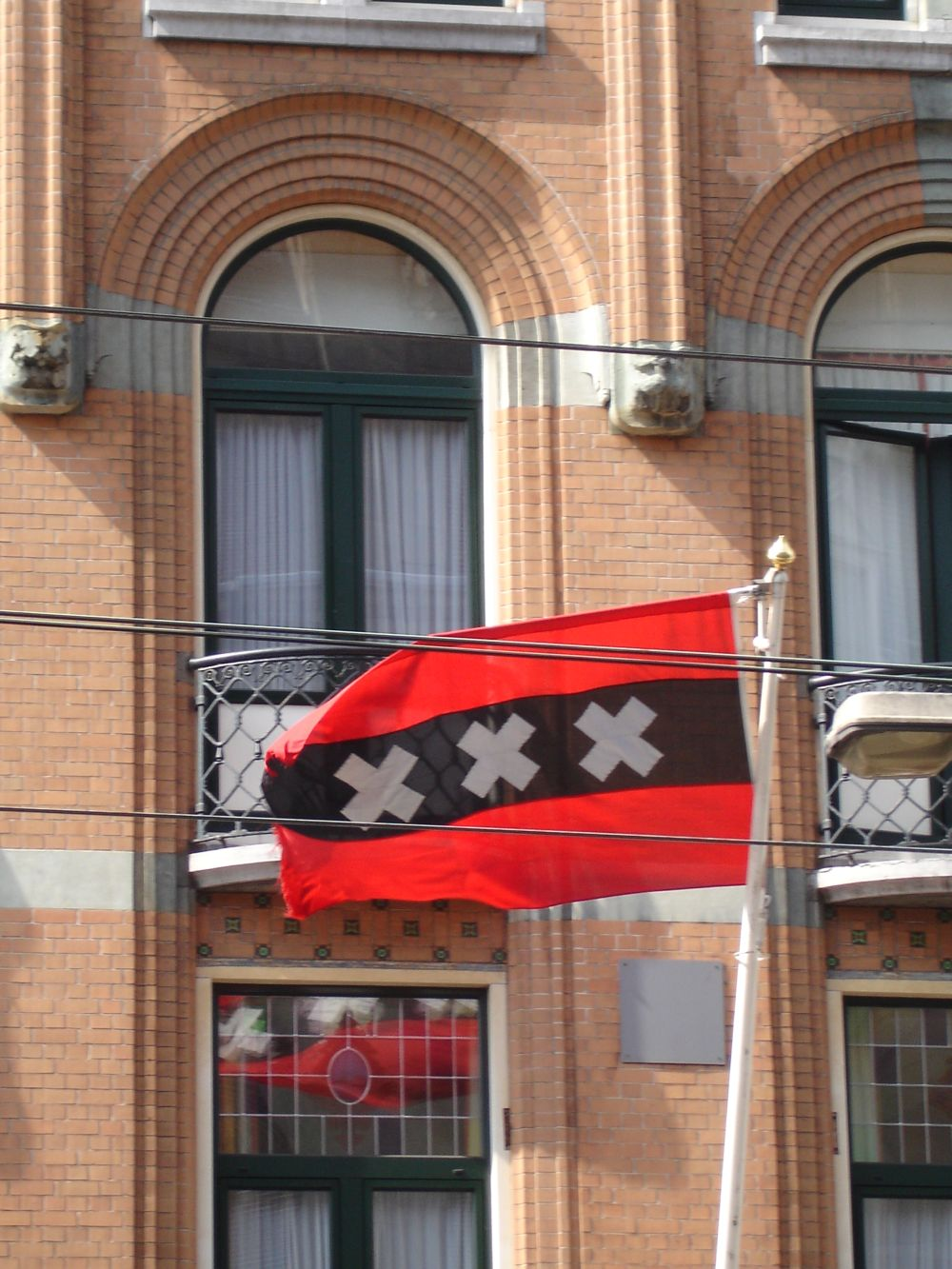
Майорить прапор Амстердама

Прапор Амстердама є офіційним прапором Амстердама, столиці Нідерландів. Сучасний дизайн прапора зображує три Андріївські хрести та заснований на гербі Амстердама.

## Значення
Кольори прапора в основному походять від щита герба Амстердама. На думку міської влади, його походження могло походити від герба родини Персійнів, яка колись володіла великою земельною ділянкою в столиці. Ці кольори, а також хрести можна побачити на прапорах Оудер-Амстел і Амстелвен. 
Популярна легенда про те, що три Андріївські хрести були призначені для захисту від пожежі, повеней і чорної чуми, є безпідставною, оскільки використання трьох Андріївських хрестів знатними сім’ями в цьому регіоні передувало приходу Чорної смерті в Європу. 
На гербах двох інших голландських міст, Дордрехта і Делфта, середня смуга символізує воду. Що стосується Амстердама, ця чорна смуга стає річкою Амстел. Можливо, тому в інших згадках стверджується, що три хрести символізують три переходні місця в річці Амстел.

## Історія
Прапор був офіційно прийнятий 5 лютого 1975 року  хоча він уже використовувався до цього, наприклад, на обкладинці денної програми літніх Олімпійських ігор 1928 року, що проходили в Амстердамі. До його офіційного прийняття також неофіційно використовувався прапор із зображенням міського герба посередині червоно-біло-чорного горизонтального триколору. Такий дизайн використовувався вже в 17 столітті, але в історії Амстердама також використовувалися інші малюнки в червоному, чорному та білому кольорах. Іноді три Андріївські хрести розміщували на білій орбіті червоно-біло-синього голландського державного прапора.

## Символізм
Значення хрестів невідоме, але історики припускають, що воно походить від герба родини Персійн (пан Ян Персійн згадується як засновник «того місця» нинішня Дамба).  Інші володіння цієї родини, Амстелвен і Аудер-Амстел ( Дейвендрехт і Аудеркерк-ан-де-Амстел), мають подібні герби, що походять від родинного герба.
Також повідомляється, що хрести символізують три лиха, які вразили Амстердам, а саме повінь, пожежу і чуму. Три хрести можна знайти на будь-яких будівлях, у багатьох логотипах. Інша теорія полягає в тому, що три хрести представляють три фіорди в Амстелі.

## Лютневий ударний прапор

Лютневий ударний прапор
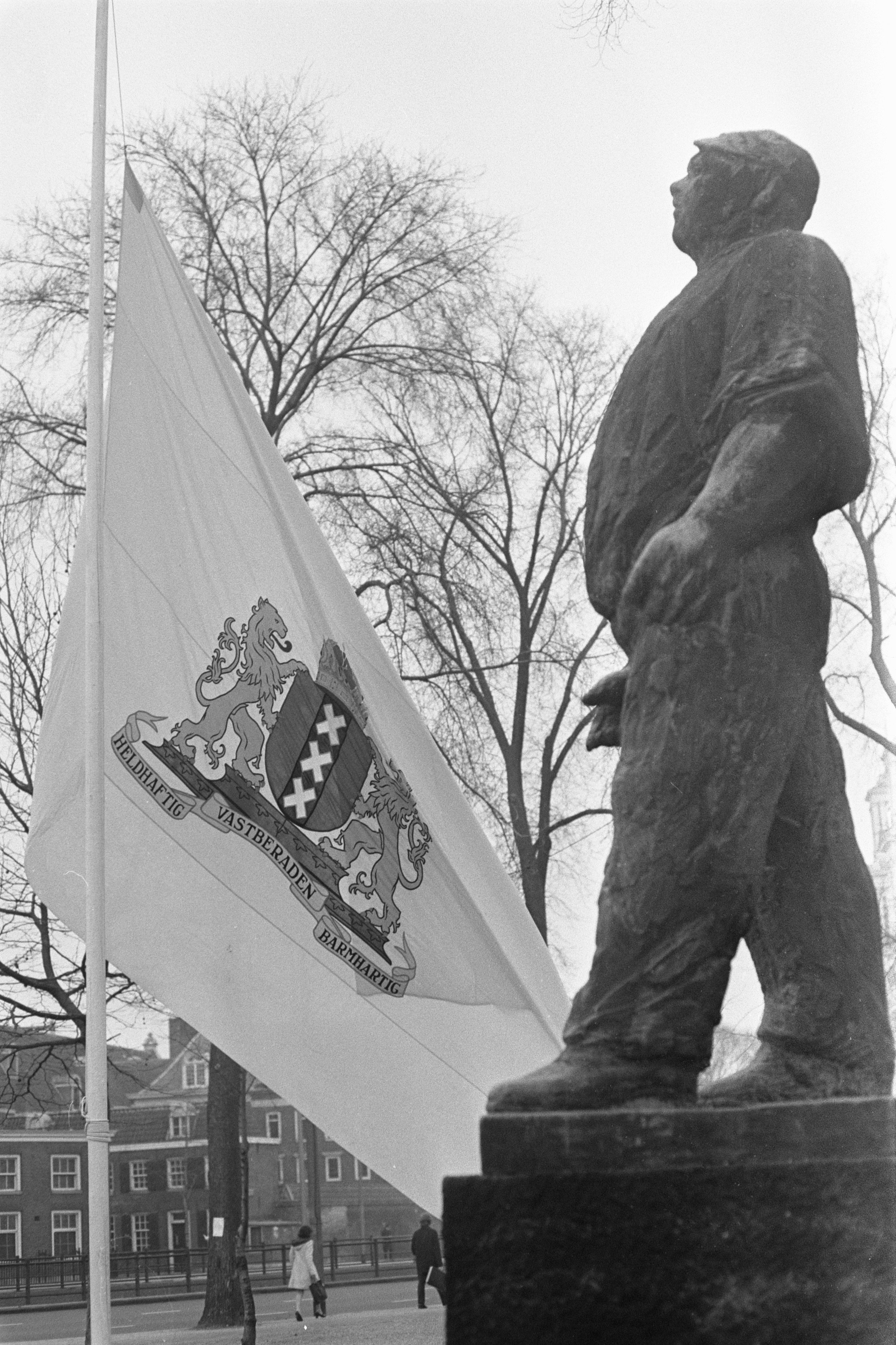
Пам'ятний лютневий страйк із приспущеним прапором біля портового робітника

Лютневий ударний прапор був вручений місту королевою Вільгельміною 17 грудня 1947 року. Це було знаком вдячності за масовий опір народу Амстердама проти переслідувань євреїв, який було виявлено під час лютневого страйку 1941 року.   Прапор є важливим символом щорічного вшанування страйку. Прапор був розроблений Пем Рютер і виготовлений студентами Промислової школи для жіночої молоді. Пізніше була зроблена копія через зношеність. Оригінал прапора опинився в депо Амстердамського історичного музею в 1970-х роках, де його знайшли в 2008 році.   
Прапор складається з варіанту міського герба на білому фоні та вказує на мужність міста під час Другої світової війни. На пам'ятних заходах піднімають прапор опору.

## Використання

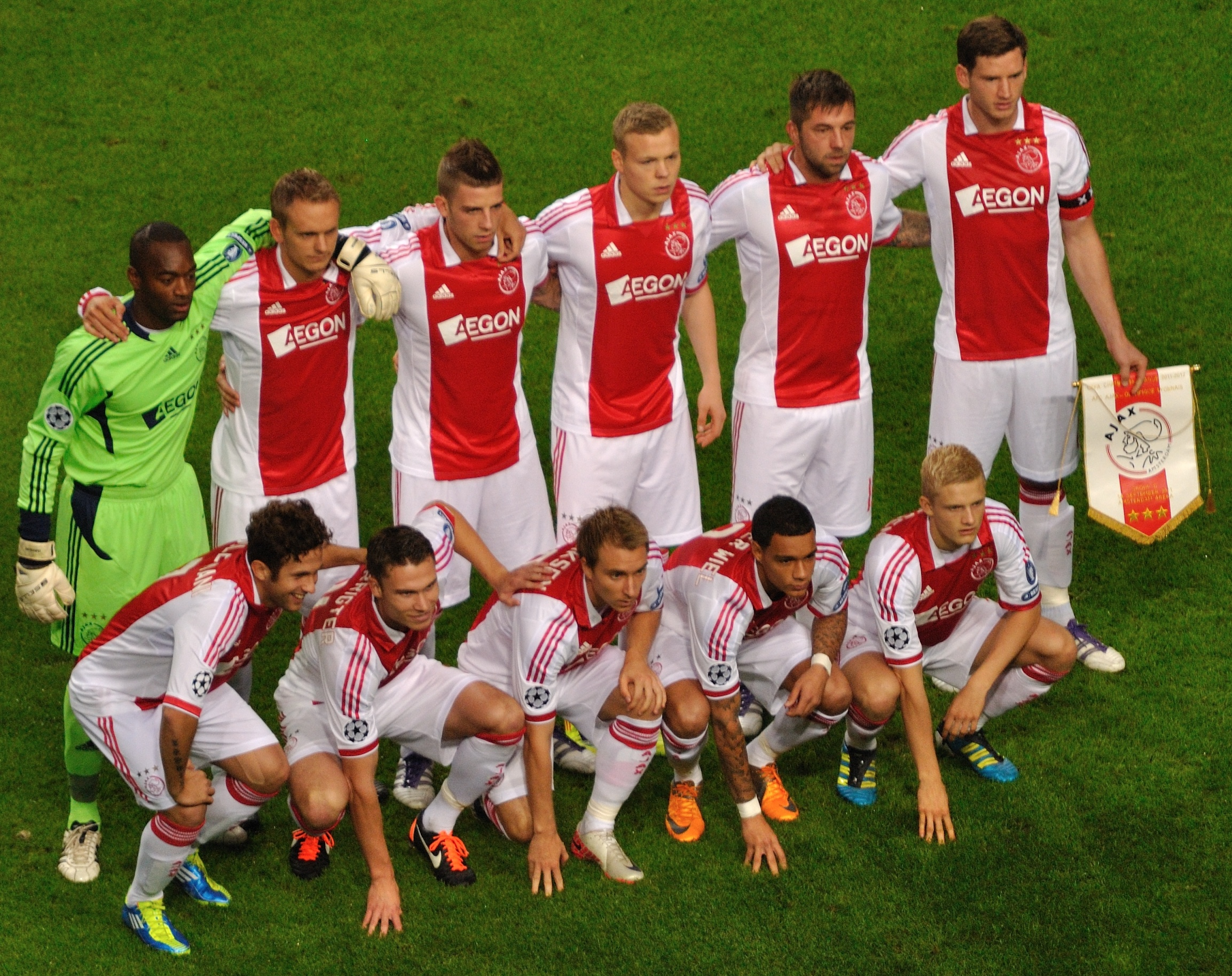
Склад команди Аякс перед грою проти Олімпіка (14 вересня 2011); капітан Ян Вертонген носить прапор Амстердама як капітанську пов'язку.

Аякс, амстердамська футбольна команда, яка грає в голландській Ередивізі, використовує прапор Амстердама як капітанську пов’язку.

## Історичні прапори

16 ст.
17 ст. - 1975 рік
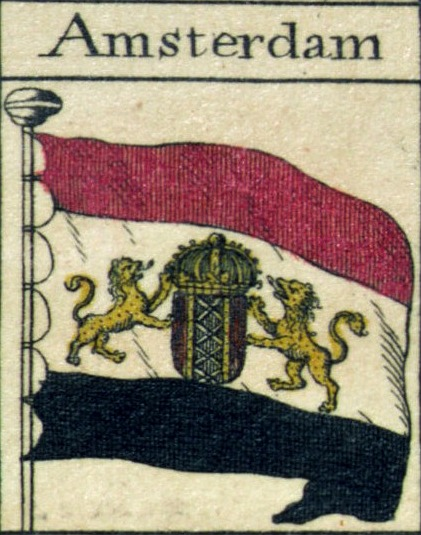
Прапор Амстердама, намальований на карті прапорів 1783 року